# Acentrogobius multifasciatus
Acentrogobius multifasciatus és una espècie de peix de la família dels gòbids i de l'ordre dels perciformes.

## Hàbitat
És un peix de clima tropical i demersal.

## Distribució geogràfica
Es troba a les Illes Ryukyu, les Filipines i Singapur.

## Observacions
És inofensiu per als humans.